# 黄山永佳集团
黄山永佳集团股份有限公司 （英文：YONG JIA GROUP，简称：黄山永佳集团、永佳集团），是安徽省黄山市的一家企业集团，主要从事软包装、新材料、机械制造等行业的投资与管理。
公司前身是1957年由歙县供销社创建的歙县野生植物化工厂试制厂，1988年与香港美佳粉末涂料有限公司共同投资创办黄山市华佳化工有限公司，1992年与台湾大永真空科技股份有限公司、香港永新华东投资有限公司共同投资成立黄山永新装饰包装材料有限公司，1994年以黄山市化工总厂为核心、以化工总厂控股和参股企业为基础组建成立黄山化工集团。1998年2月，黄山化工集团改制成立黄山永佳（集团）有限公司。2018年，完成股份制改革，成立黄山永佳集团股份有限公司。
集团现有成员企业20余家，其中上市公司1家：永新股份（深交所：002014）、中外合资企业7家。
根据安徽省企业联合会发布的“2017安徽省百强企业”榜单显示，永佳集团以44.24亿元营业收入位列安徽百强企业第81位。